# 명주실이끼과
명주실이끼과(Anomodontaceae)는 털깃털이끼목에 속하는 이끼과의 하나이다. 산명주실이끼(Anomodon abbreviatus)와 긴줄바위실이끼(Haplohymenium longinerve), 나선이끼(Herpetineuron toccoae), 개털이끼(Schwetschkeopsis fabronia) 등을 포함하고 있다.

## 하위 속
- 명주실이끼속 (Anomodon)
- Bryonorrisia
- Chileobryon
- Curviramea
- 바위실이끼속 (Haplohymenium)
- 나선이끼속 (Herpetineuron)
- 개털이끼속 (Schwetschkeopsis)